# Hypocrea lixii
Hypocrea lixii är en svampart som beskrevs av Pat. 1891. Hypocrea lixii ingår i släktet svampdynor och familjen Hypocreaceae.   Inga underarter finns listade i Catalogue of Life.